# Luitge Nijsingh (1590-1641)
Luitge Nijsingh (1590 - Westerbork, 19 december 1641) was een Nederlandse schulte.

## Leven en werk
Nijsingh was een zoon van  de schulte van Westerbork Johan Nijsingh en Wemeltien Huigen (Jansen). Hij was genoemd naar zijn grootvader Luitge Nijsingh, die in 1566 door de Ridderschap en Eigenerfden van Drenthe benoemd was tot schulte van Westerbork. In 1575 benoemde ook Filips II zijn grootvader in deze functie. Zijn vader was zijn grootvader omstreeks 1588 opgevolgd als schulte. Nijsingh volgde, na het overlijden van zijn vader in 1616, hem op als schulte. Hij vervulde dit ambt 25 jaar tot het jaar van zijn overlijden 1641. Hij werd in januari 1642 opgevolgd door zijn zoon Albert.
Nijsingh trouwde in 1611 met Berentien Altingh. Hun zoon Jan werd landschrijver van de Landschap Drenthe; hun zoon Albert volgde zijn vader op als schulte.